# Il Pan del Diavolo
Il Pan Del Diavolo è stato un duo folk rock formato da Pietro Alessandro Alosi e Gianluca Bartolo, attivo dal 2007 al 2017. 

## Storia del gruppo
Il gruppo si forma a Palermo nel 2006 da un'idea di Pietro Alessandro Alosi. Il nome deriva dal proverbio "Il pan del diavolo è sempre avvelenato". Inizialmente il gruppo era un trio garage rock chitarra, basso e batteria, guidato da Alosi. Successivamente il gruppo si trasforma in un duo composto da Alosi e da Alessio Fabra.
Nel 2007 partecipano alla compilation-progetto RocketPa Sound Connection con una demo del brano Università, la compilation si poneva l'obiettivo di far emergere gruppi della scena siciliana. Nel 2008 vincono il concorso Italia Wave per la Sicilia e suonano sul main stage del festival a Livorno.
Ad agosto vincono la rassegna musicale Avanti Il Prossimo e suonano sul palco dell'Ypsigrock, poco dopo suonano al Pollino Music Festival come gruppo spalla dei Gogol Bordello.
Nel dicembre del 2008  il duo registra al Cave studio di Catania la sua prima uscita discografica, ossia Il Pan del Diavolo EP. In seguito all'uscita dell'EP Gianluca Bartolo (chitarra a 12 corde) entra nel gruppo al posto di Alessio Fabra e la formazione si stabilizza definitivamente.
Nel 2009 compiono un tour di più di 80 date, suonando anche al MI AMI Festival, al Rock Island Festival, al Mason Musique e al Rock and Rodes, per promuovere l'EP. Intanto pubblicano il singolo I fiori.
Nel periodo ottobre-novembre 2009 entrano in studio alle Officine Meccaniche di Milano e registrano l'album di debutto.
Il 15 gennaio 2010 esce l'album Sono all'osso per La Tempesta Dischi, ottimamente accolto dalla critica (5 stelle per Rolling Stone e disco del mese per Buscadero). Il primo singolo estratto è Pertanto, accompagnato da un videoclip (regia di Stefano Poletti) trasmetto nei network dedicati. Il disco è stato mixato insieme al produttore statunitense JD Foster (già al lavoro con Calexico, Marc Ribot e Vinicio Capossela). Inoltre al disco collaborano anche gli Zen Circus nella canzone Bomba nel cuore. In maggio viene diffuso il video di Bomba nel cuore (regia di Annapaola Martin). Nel settembre 2010 viene realizzato il video di Farà cadere lei, per la regia di Davide Toffolo, a cui partecipa Roberta Carrieri. Per quanto riguarda lo stile, il disco si caratterizza di un particolare mix tra rockabilly, bluegrass e folk.
Dopo averlo portato in tour nell'Elvis all'Inferno Tour in tutta Italia, il disco diventa finalista del Premio Tenco nella sezione "Migliore opera prima". Nel 2011 collaborano nuovamente con gli Zen Circus, questa volta nell'album della band toscana Nati per subire, in particolare nella canzone Ragazzo eroe.
Il 3 aprile 2012 esce il loro nuovo album intitolato Piombo polvere e carbone (La Tempesta Dischi). Il disco è stato prodotto dalla stessa band e da Fabio Rizzo ed è stato registrato a Volterra, mentre il mixaggio è stato nuovamente affidato a JD Foster. Alle registrazioni hanno collaborato Nicola Manzan, Ufo (Zen Circus), Antonio Gramentieri e Diego Sapignoli (Sacri Cuori, Hugo Race). Il pezzo scelto come singolo di lancio è Scimmia urlatore.Viene realizzato il videoclip del brano La velocità (regia e animazione di Marco Pavone), con immagini tratte da Carnera. La montagna che cammina, graphic novel di Davide Toffolo. In ottobre viene diffuso il video di Libero, realizzato da Valerio Filardo.
Nel marzo 2013 si esibiscono ad Austin, in Texas, in occasione del South by Southwest 2013.
Il 10 gennaio 2014 pubblicano tramite Facebook il singolo Il meglio, pezzo che era stato presentato alle selezioni delle "nuove proposte" del festival di Sanremo, ma non era stato selezionato.
Il 3 giugno 2014 è uscito il terzo album in studio del gruppo, intitolato FolkRockaBoom, registrato al Duna studio, mixato in Arizona da Craig Schumacher è stato prodotto dalla band in collaborazione con Antonio Gramentieri. L'album vede anche la partecipazione di Andrew Douglas Rothbard e Sacri Cuori.
Il 17 Febbraio 2017 esce il loro quarto album in studio intitolato Supereroi, contente quattro brani prodotti da Piero Pelù, registrato e mixato da Fabrizio Simoncioni.
A novembre 2017 la band, tramite i propri social, comunica che entra in un periodo di pausa per allontanarsi a tempo indefinito dal progetto. 
La band si scioglie per volere di Pietro Alessandro Alosi.

## Formazione
- Pietro Alessandro Alosi - voce, chitarra, grancassa
- Gianluca Bartolo - chitarra a 12 corde, chitarra elettrica, voce

## Ex membri e ospiti
- Alessio Fabra - chitarra a 12 corde, membro fino al 2008
- Antonio Gramentieri - chitarra baritona, basso elettrico, tour 2012
- Diego Sapignoli - batteria, tour 2012
- Francesco Motta - polistrumentista, tour 2014
- Vincenzo Vasi - Theremin, tour 2017

## Discografia

### Album in studio
- 2010 - Sono all'osso
- 2012 - Piombo polvere e carbone
- 2014 - FolkRockaBoom
- 2017 - Supereroi

### EP
- 2009 - Il pan del diavolo EP